# Sai (Orne)
Sai és un municipi francès situat al departament de l'Orne i a la regió de Normandia. L'any 2007 tenia 200 habitants.

## Demografia

### Població
El 2007 la població de fet de Sai era de 200 persones. Hi havia 94 famílies de les quals 34 eren unipersonals (23 homes vivint sols i 11 dones vivint soles), 30 parelles sense fills i 30 parelles amb fills.
La població ha evolucionat segons el següent gràfic:
Habitants censats

### Habitatges
El 2007 hi havia 96 habitatges, 89 eren l'habitatge principal de la família i 7 estaven desocupats. 89 eren cases i 7 eren apartaments. Dels 89 habitatges principals, 71 estaven ocupats pels seus propietaris, 17 estaven llogats i ocupats pels llogaters i 1 estava cedit a títol gratuït; 3 tenien una cambra, 9 en tenien dues, 9 en tenien tres, 19 en tenien quatre i 48 en tenien cinc o més. 49 habitatges disposaven pel capbaix d'una plaça de pàrquing. A 44 habitatges hi havia un automòbil i a 39 n'hi havia dos o més.

### Piràmide de població
La piràmide de població per edats i sexe el 2009 era:
| Homes | Edats   | Dones |
| ----- | ------- | ----- |
| 0     | 95 o +  | 0     |
| 0     | 90 a 94 | 0     |
| 0     | 85 a 89 | 0     |
| 0     | 80 a 84 | 4     |
| 0     | 75 a 79 | 4     |
| 8     | 70 a 74 | 8     |
| 0     | 65 a 69 | 0     |
| 8     | 60 a 64 | 12    |
| 4     | 55 a 59 | 8     |
| 4     | 50 a 54 | 4     |
| 12    | 45 a 49 | 16    |
| 12    | 40 a 44 | 12    |
| 12    | 35 a 39 | 8     |
| 4     | 30 a 34 | 8     |
| 4     | 25 a 29 | 0     |
| 8     | 20 a 24 | 4     |
| 8     | 15 a 19 | 4     |
| 20    | 10 a 14 | 16    |
| 12    | 5 a 9   | 12    |
| 8     | 0 a 4   | 4     |

## Economia
El 2007 la població en edat de treballar era de 132 persones, 93 eren actives i 39 eren inactives. De les 93 persones actives 81 estaven ocupades (47 homes i 34 dones) i 12 estaven aturades (6 homes i 6 dones). De les 39 persones inactives 11 estaven jubilades, 13 estaven estudiant i 15 estaven classificades com a «altres inactius».

### Ingressos
El 2009 a Sai hi havia 90 unitats fiscals que integraven 217,5 persones, la mediana anual d'ingressos fiscals per persona era de 17.993 €.

### Activitats econòmiques
Dels 3 establiments que hi havia el 2007, 1 era d'una empresa immobiliària, 1 d'una entitat de l'administració pública i 1 d'una empresa classificada com a «altres activitats de serveis».
L'any 2000 a Sai hi havia 9 explotacions agrícoles.

## Poblacions més properes
El següent diagrama mostra les poblacions més properes.